# Prastio (Avdimou)
Prastio (Avdimou) (griechisch Πραστιό oder Πραστειό) ist eine Gemeinde im Bezirk Limassol in der Republik Zypern. Bei der Volkszählung im Jahr 2021 hatte sie 260 Einwohner.
Der Name des Dorfes ist Prastio, aber aufgrund seiner Nähe zum Dorf Avdimou ist es als Prastio Avdimou bekannt.

## Name
Prastio existierte seit dem Mittelalter unter demselben Namen. Auf alten Karten ist er als Prastio und als Prasmo gekennzeichnet. Leontios Machairas erwähnt es als Prasteio von Avdimos.
Andererseits bezieht sich der Name des Dorfes auf die byzantinische Zeit. Einige Gelehrte argumentieren, dass der Name Prastio vom mittelalterlichen französischen Wort Prasti abgeleitet ist, was „Feld“ bedeutet. Das heißt, es war ein Ortsname von Bauernhöfen, die zu einigen Herrenhäusern gehörten. Der Name scheint jedoch rein griechisch und tatsächlich aus byzantinischer Zeit zu stammen. Es kommt von dem Wort proasteion, was eine Siedlung in der Nähe der Stadt bedeutet. Während des Mittelalters wurden viele kleine Siedlungen in verschiedenen Gebieten Zyperns Prastia genannt, im Sinne kleiner landwirtschaftlicher Siedlungen in der Nähe großer Siedlungen, zu denen sie gehörten.
Laut einer Quelle nannten es die türkischen Bewohner Yuvali, was „Nest“ bedeutet. Eine andere Quelle besagt, dass die türkischen Zyprioten 1958 den alternativen Namen Çeliktaş angenommen haben, was auf Türkisch „Stahlfels“ bedeutet.

## Lage und Umgebung

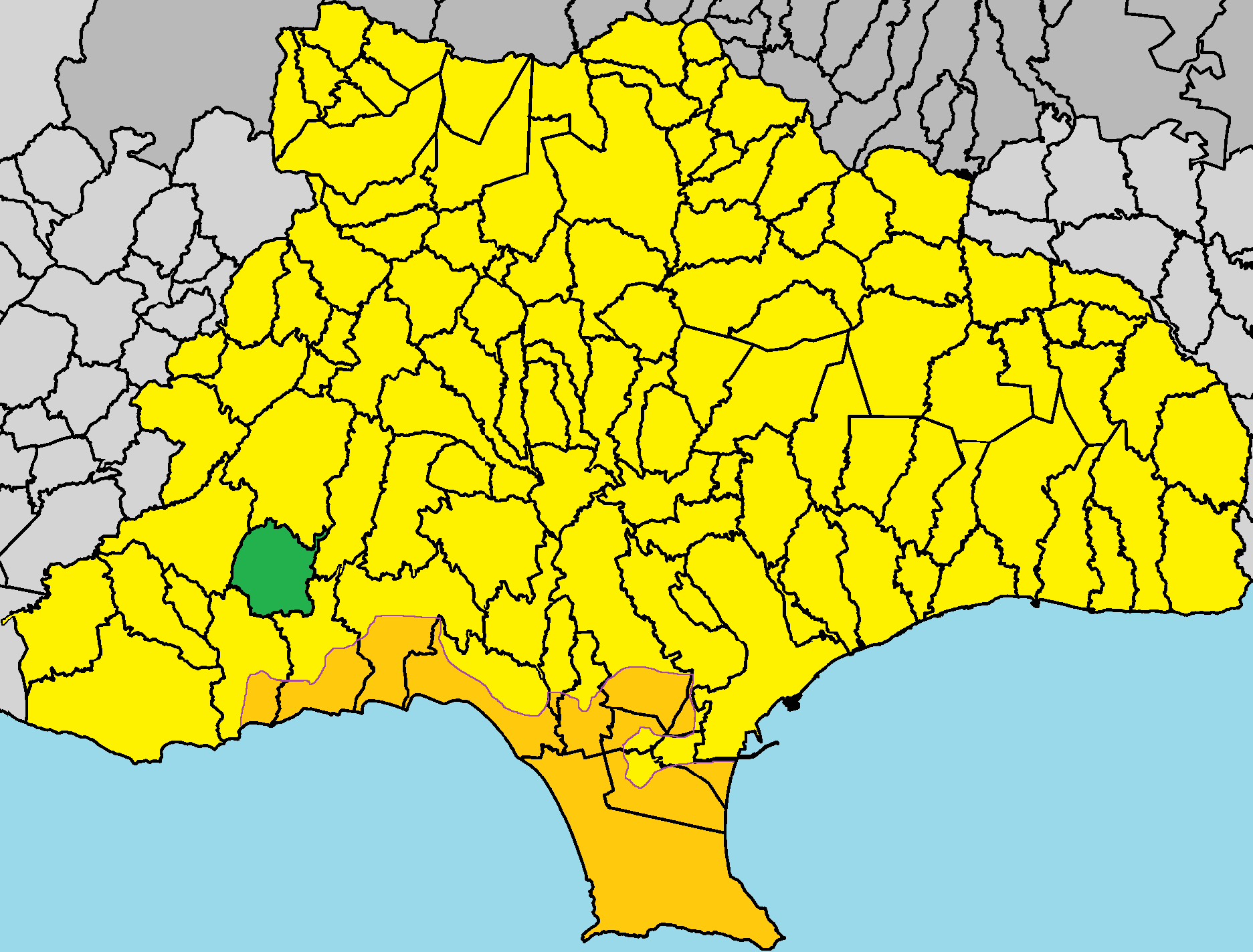
Lage im Bezirk Limassol

Prastio liegt im Süden der Mittelmeerinsel Zypern auf einer Höhe von etwa 270 Metern, etwa 38 Kilometer westlich von Limassol. Das 12,8397 Quadratkilometer große Dorf grenzt im Süden an Paramali und Avdimou, im Westen an Anogyra, im Norden an Pachna und im Osten an Agios Amvrosios. Das Dorf kann über die Straße F606 erreicht werden.
Das Dorf erhält eine durchschnittliche jährliche Niederschlagsmenge von rund 540 Millimetern. In der Umgebung werden Hülsenfrüchte, Getreide, Wein (Tafel- und Weinsorten), Johannisbrot und Oliven angebaut.

## Geschichte
Leontios Machairas erwähnt einen Ort, an dem die Mamluken 1426 ankamen. Es ist jedoch möglich, dass er einen anderen Küstenort weiter südlich meinte. Während der Zeit der türkischen Besatzung stand das Dorf administrativ unter dem Erbe von Avdimou. Das Dorf gehörte auch während der Zeit der fränkischen Besetzung zu Avdimou.

### Bevölkerungsentwicklung
| Jahr      | 1881 | 1891 | 1901 | 1911 | 1921 | 1931 | 1946 | 1960 | 1976 | 1982 | 1992 | 2001 | 2011 | 2021 |
| Einwohner | 124  | 125  | 182  | 243  | 298  | 277  | 296  | 342  | 266  | 249  | 197  | 223  | 245  | 260  |